# Гизелберт (Люксембург)
Гизелберт Люксембургски (на немски: Giselbert von Luxemburg; * 1007; † 14 август 1059) е от 1036 г. граф на Салм и Лонгви и от 1047 г. до смъртта си на Люксембург.

## Живот
Той е четвъртият син на граф Фридрих Люксембургски († 1019) от Мозелгау от фамилията Вигерихиди (или Арденски дом) и на Ирмтруда фон Ветерау († сл. 1015) от фамилията на Конрадините, дъщеря на граф Хериберт фон Ветерау.
Гизелберт се възкачва на трона на Люксембург през 1047 г. след смъртта на неговия брат граф Хайнрих II. Той увеличава територията си на север. През 1036 г. е назован в източници също като „Comes de Salmo“, в други и като „Comes de Salinis“ (Лонгви). Тези титли той получава вероятно чрез женитба.

## Деца
Гизелберт има 6 деца:
- Конрад I (1040 – 1086), граф на Люксембург
- Херман I (1035 – 1088), граф на Салм и немски гегенкрал (1081 – 1088)
- дъщеря, ∞ Айке фон Хилеслебен
- дъщеря, ∞ Куно, граф на Олтиген
- Адалберо († 1097 в Антиохия), каноник в Мец
- Юта, ∞ граф Удо фон Лимбург (вер. Валрам II от Арлон)